# VM i badminton 1989
VM i badminton 1989 var det sjette VM i badminton afholdt af International Badminton Federation. Mesterskabet blev afviklet i Istora Senayan i Jakarta, Indonesien i perioden 29. maj - 4. juni 1989. Indonesien var VM-værtsland for anden gang, og det var også anden gang, at mesterskabet blev spillet i Jakarta.

## Medaljevindere
| Række        | Guld                          | Sølv                            | Bronze                              | Bronze                    |
| ------------ | ----------------------------- | ------------------------------- | ----------------------------------- | ------------------------- |
| Herresingle  | Yang Yang                     | Ardy Wiranata                   | Icuk Sudiarto                       | Eddy Kurniawan            |
| Damesingle   | Li Lingwei                    | Huang Hua                       | Tang Jiuhong                        | Sarwendah Kusumawardhani  |
| Herredouble  | Li Yongbo Tian Bingyi         | Chen Kang Chen Hongyong         | Razif Sidek Jalani Sidek            | Rudy Gunawan Eddy Hartono |
| Damedouble   | Lin Ying Guan Weizhen         | Chung Myung-Hee Hwang Hye-Young | Maria Bengtsson Christine Magnusson | Sun Xiaoqing Zhou Lei     |
| Mixed double | Park Joo-Bong Chung Myung-Hee | Eddy Hartono Verawaty Fajrin    | Wu Chibing Yang Xinfang             | Wang Pengren Shi Fangjing |

### Medaljetabel
| Land       | Guld | Sølv | Bronze | Total |
| ---------- | ---- | ---- | ------ | ----- |
| Kina       | 4    | 2    | 4      | 10    |
| Sydkorea   | 1    | 1    | -      | 2     |
| Indonesien | -    | 2    | 4      | 6     |
| Malaysia   | -    | -    | 1      | 1     |
| Sverige    | -    | -    | 1      | 1     |